# Liste der portugiesischen Gesandten bei den Hansestädten
Dies ist eine Liste der portugiesischen Gesandten bei den drei freien Hansestädten Bremen, Hamburg und Lübeck.

## Geschichte
Die hanseatisch-portugiesischen Beziehungen standen zu Beginn stark im Zeichen des gegenseitigen Seehandels. Das ab dem späten 15. Jahrhundert expandierende portugiesische Kolonialreich, und die ab dem späten 16. Jahrhundert bestehende portugiesisch-jüdische Handelsgemeinde in Hamburg (und andernorts) bildeten die Grundlage für einen gegenseitigen Austausch von Gesandten. 
Von 1580 bis 1640 stand Portugal in einer Personalunion mit Spanien und wurde bei den Hansestädten bis 1640 von den spanischen Gesandten mitvertreten. Nach Auflösung der Personalunion, wurde der zuvor an der spanischen Gesandtschaft beschäftigte Kaufmann Jacob Curiel (Duarte Nunes da Costa) zum ersten Residenten der portugiesischen Krone in Deutschland. Im Niederländisch-Portugiesischen Krieg (1624–1661) blieben die Hansestädte neutral, und konnte so – auf Kosten niederländischer Kaufleute – ihren Handel mit Portugal und seinen Kolonien weiter ausbauen. Ab dem Ende des 18. wurde über die Gesandten ein verstärkter kultureller Austausch gefördert. Die Hansestädte standen in dieser Zeit auch im Zentrum der über die Seehäfen stattfindenden deutschen Einwanderung nach Brasilien. Zeitgleich mit der Unabhängigkeit Brasiliens wurde eine brasilianische Gesandtschaft in Hamburg eröffnet und die portugiesische in das heute noch bestehendes Generalkonsulat umgewandelt.

## Missionschefs
Die portugiesische Mission bei den Hansestädten befand sich Ende des 18. und Anfang des 19. Jahrhunderts in Lübeck. Es war damit die einzige Auslandsvertretung bei den Hansestädten, die sich für längere Zeit in Lübeck befand. In Bremen und Hamburg bestanden zu dieser Zeit jeweils portugiesische Vize-Konsulate. 

### Portugiesische Gesandte bei den Hansestädten
1641: Aufnahme diplomatischer Beziehungen
| Ernennung/ Akkreditierung | Abberufung | Name                          | Anmerkungen                                                      | ernannt von | akkreditiert bei |
| ------------------------- | ---------- | ----------------------------- | ---------------------------------------------------------------- | ----------- | ---------------- |
| 1641                      | 1664       | Duarte Nunes da Costa         | (1587–1664) Resident, bis 1645 Geschäftsträger                   | Johann IV.  |                  |
| 1664                      | 1782       | vakant                        |                                                                  | –           |                  |
| 1782                      | 1808       | Johannes Schuback             | (1732–1817) Geschäftsträger, bis 1790 Gk                         | Maria I.    |                  |
| 1808                      | 1810       | vakant                        |                                                                  | –           |                  |
| 1810                      | 1815       |                               | Unterbrechung der Beziehungen                                    |             |                  |
| 1817                      | 1818       | Pedro Gabe de Massarellos     | (1778–1831) Generalkonsul                                        | Maria I.    |                  |
| 1818                      | 1822       | José Anselmo Corrêa Henriques | (1777–1831) Ministerresident                                     | Johann VI.  |                  |
| 1822                      | 1823       | Pedro Gabe de Massarellos     | (1778–1831) Geschäftsträger                                      | Johann VI.  |                  |
| 1823                      | 1825       | João António Ramos Nobre      | Geschäftsträger, zuvor 1822 bis 1823 Geschäftsträger in Dänemark | Johann VI.  |                  |

1825: Auflösung der Residentur

### Portugiesische Generalkonsuln bei den Hansestädten

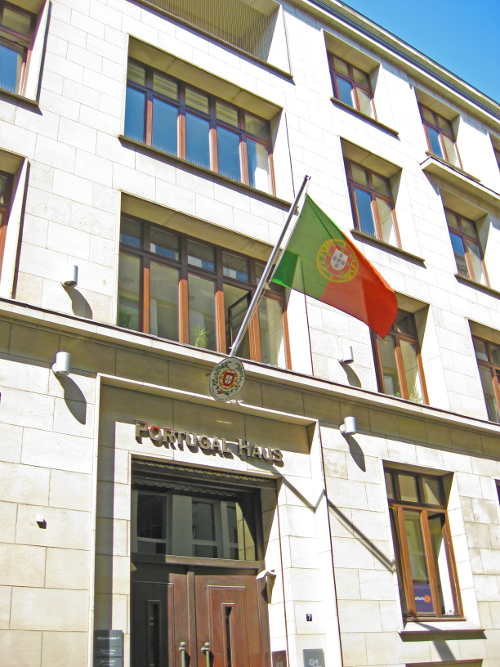
Portug. Generalkonsulat in Hamburg (2009)

- 1833–1837: Joachim van Zeller († 1863)
- 1837–1841: José Ribeiro dos Santos
- 1842–1850: Joachim van Zeller († 1863)
- 1850–1865: Wilhelm Amsinck (1821–1909)